# 피크르산
피크르산(영어: picric acid)은 일반적으로 몇 가지 이성질체를 가지고 있는 트라이나이트로페놀 중 2,4,6-트라이나이트로페놀(영어: 2,4,6-trinitrophenol, TNP)이라고 불리는 화합물이다. 그리스어로 ‘쓴 맛’을 뜻하는 피크로스(πικρος )에서 유래된 용어로 쓴 맛을 나타내는 특성이 반영된 이름이다. 방향족성 나이트로 화합물로 화학식은 C6H3N3O7, 시성식은 C6H2(OH)(NO2)3로 표시된다. 수용액은 강산성을 나타내며, 불안정하고 폭발성을 가진 가연성 물질이기 때문에 예전에는 화약으로도 사용되었다. 피크르산은 일반적으로 페놀의 나이트로화에 의해 얻어진다. 피크르산을 제작하는 방법은 공업적으로는 술포페놀법, 벤젠법의 두 가지 종류가 있으며, 예전에는 벤젠을 수은 촉매의 존재 하에서 나이트로화하는 방법도 연구되었다.
염료로 쓰였으나 강력한 폭발력을 가졌고, 이에 주목한 일본제국은 피크르산 기반의 시모세 화약을 생산하는 데 성공한다.

## 성질
피크르산은 쓴 맛을 가지고 있다. 비극성 용매에 용해되지만, 극성 용매에는 잘 녹지 않는다. 그러나 극성 용매에 용해되지 않는 것은 아니고, 대표적인 극성 용비인 물에 녹고, 극성 용매 중 하나인 에탄올에도 녹는다.
페놀류의 검출 방법 중 하나로, 염화 철(III)에 의해 색깔이 변하는 반응이 알려져 있다. 그러나 피크르산은 페놀류임에도 불구하고 이 반응을 나타내지 않으므로 주의가 필요하다.

## 같이 보기
- 나이트로페놀